# Clathromangelia fuscoligata
Clathromangelia fuscoligata é uma espécie de gastrópode do gênero Clathromangelia, pertencente à família Raphitomidae.